# Liste der Biografien/Pij
Liste der Biografien |
Portal Biografien |
Personensuche
# |
A |
B |
C |
D |
E |
F |
G |
H |
I |
J |
K |
L |
M |
N |
O |
P |
Q |
R |
S |
T |
U |
V |
W |
X |
Y |
Z |
?
 
Pa |
Pc |
Pe |
Pf |
Ph |
Pi |
Pj |
Pk |
Pl |
Pm |
Pn |
Po |
Pr |
Ps |
Pt |
Pu |
Pv |
Pw |
Py
 
Pia |
Pib |
Pic |
Pid |
Pie |
Pif |
Pig |
Pih |
Pii |
Pij |
Pik |
Pil |
Pim |
Pin |
Pio |
Pip |
Piq |
Pir |
Pis |
Pit |
Piu |
Piv |
Piw |
Pix |
Piy |
Piz
Die Liste der Biografien führt alle Personen auf, die in der deutschsprachigen Wikipedia einen Artikel haben. Dieses ist eine Teilliste mit 22 Einträgen von Personen, deren Namen mit den Buchstaben „Pij“ beginnt.

## Pij

### Pija
- Pijade, Moša (1890–1957), jugoslawischer Kommunist und enger Vertrauter von Josip Broz TitoMoša Pijade (1890–1957)

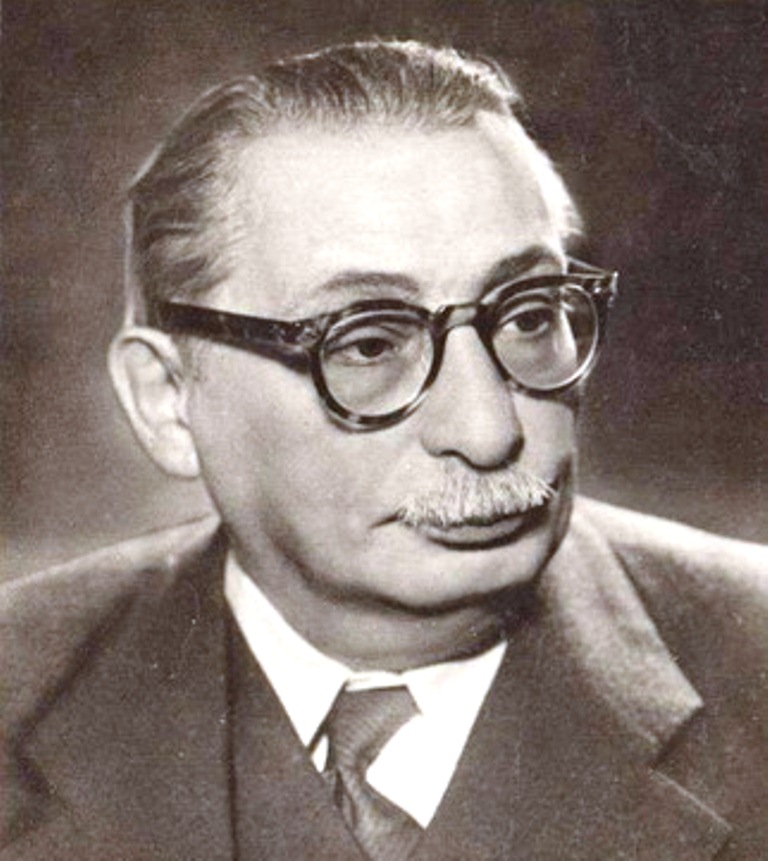
Moša Pijade (1890–1957)

- Pijahn, Yvonne (* 1974), deutsche Leichtathletin und Radsportlerin

### Pije
- Pije, 2. Pharao der kuschitischen 25. Dynastie
- Pijet, Georg W. (1907–1988), deutscher Dramatiker, Journalist und Kinderbuchautor
- Pijetlović, Duško (* 1985), serbischer Wasserballer
- Pijetlović, Gojko (* 1983), serbischer Wasserballspieler
- Pijević, Tea (* 1991), kroatische Handballspielerin

### Pijl
- Pijl, Kees (1897–1976), niederländischer Fußballspieler
- Pijl, Kees Van Der (* 1947), niederländischer Politikwissenschaftler und Hochschullehrer
- Pijl, Leendert van der (1903–1990), niederländischer Botaniker
- Pijlman, Haitske (* 1954), niederländische Eisschnellläuferin

### Pijn
- Pijn, Piet (1926–2002), niederländischer Maler
- Pijnacker Hordijk, Cornelis (1847–1908), niederländischer Jurist und Staatsmann
- Pijnacker, Adam († 1673), holländischer Maler
- Pijnen, René (* 1946), niederländischer Radrennfahrer
- Pijnenburg, Jan (1906–1979), niederländischer Radrennfahrer

### Pijo
- Pijoan i Arbocer, Joaquim (* 1948), katalanischer Maler und Schriftsteller
- Pijourlet, Louis (* 1995), französischer Radsportler

### Pijp
- Pijper, Fredrik (1859–1926), niederländischer reformierter Theologe und Kirchenhistoriker
- Pijper, Willem (1894–1947), niederländischer Komponist
- Pijpers, Edith (1886–1963), niederländische Lithografin, Holzschnitzerin und Malerin

### Piju
- Pijuan, Joan Hernández (1931–2005), spanischer Maler